# Gebangsari (Tambak)
Gebangsari is een bestuurslaag in het regentschap Banyumas van de provincie Midden-Java, Indonesië. Gebangsari telt 2649 inwoners (volkstelling 2010).